# Ubedí
Ubedí es el nombre jocoso dado en Úbeda a la variedad dialectal del andaluz hablada, con diversas variantes, principalmente en poblaciones de la comarca de La Loma (Jaén) y otras poblaciones de la provincia. Tal nombre fue introducido en el libro Ubedí Básico, del ubetense Antonio Millán Sánchez. En este libro se presentaban una serie de vocablos habituales en los ubetenses, tales como inchi o putisanto o trasconejarse. Los vocablos iban acompañados de dibujos del mismo autor, y, al final, de una serie de relatos sobre sus vivencias durante la guerra civil española en Úbeda. Este libro fue seguido por el Péndice número 1, que añadía más palabras, y más relatos. El libro ha sido considerado tan representativo de la esencia del pueblo, que en septiembre de 2003 fue presentada su cuarta edición.